# Constantin Canaris
Karl Constantin Richard Canaris, auch als Konstantin Canaris bezeichnet, (* 8. November 1906 in Duisburg; † 29. Dezember 1983 in Friedrichshafen) war ein deutscher Jurist, Gestapobeamter und SS-Führer.

## Leben
Constantin Canaris war der Neffe von Admiral Wilhelm Canaris. Nach dem Schulbesuch studierte Canaris Rechtswissenschaften und wurde 1932 an der Universität zu Köln mit der Dissertation Der Elektrizitätslieferungsvertrag zum Dr. jur. promoviert. Seit 1927 war er Mitglied des Corps Hansea Bonn.
Canaris trat zum 1. April 1932 der NSDAP (Mitgliedsnummer 1.032.858) sowie der SS (SS-Nummer 280.262) bei. In der SS wurde Canaris 1942 zum SS-Standartenführer befördert.
Nach dem 1935 bestandenen Assessorexamen war Canaris im Geheimen Staatspolizeiamt in Berlin tätig. 1936 wurde er mit der Leitung der Staatspolizeistelle Liegnitz betraut.
Von November 1940 bis 26. November 1941 war Canaris Beauftragter des Befehlshabers der Sicherheitspolizei und des SD (BdS) in Brüssel. In dieser Funktion war er für die Einweisungen in das Auffanglager Breendonk verantwortlich.
Von November 1941 bis Februar 1944 war er Inspekteur der Sicherheitspolizei und des SD in Königsberg und in Personalunion Leiter der Staatspolizeileitstelle Königsberg. In dieser Funktion unterstand ihm auch das Arbeitserziehungslager Soldau, das spätere Konzentrationslager Soldau, in dem tausende Häftlinge starben.
Vom 1. Februar 1944 bis 15. September 1944 war er wieder Beauftragter des Befehlshabers der Sicherheitspolizei und des SD in Brüssel. Canaris, der als Standartenführer auch bis zum Oberst der Polizei befördert wurde, wurde im September 1944 nach Berlin beordert und von dort nach Kroatien versetzt.

## Strafverfolgung in Belgien
Nach Kriegsende befand sich Canaris in alliierter Internierung und sagte mehrfach vor britischen Vernehmern aus. Später wurde er in Belgien vor Gericht gestellt. Canaris musste sich dort für die Mitverantwortung von Verschleppungen, Geiselmorden und Misshandlungen von Häftlingen im Auffanglager Breendonk verantworten. Canaris berief sich auf Handeln auf Befehl und darauf, dass er durch die Lagerleiter über die wahren Umstände in Breendonk getäuscht worden sei. Canaris wurde zu zwanzig Jahren Zuchthaus verurteilt. Das Urteil wurde am 23. August 1951 rechtskräftig, da weder Verteidigung noch Staatsanwaltschaft dagegen Berufung einlegten.
Canaris wurde vor Ostern 1952 aus der Haft entlassen. Hélène Jeanty, belgische Widerstandskämpferin und Gestapo-Verfolgte, hatte in den Wochen zuvor mit ihm in seiner Haft ausführlich gesprochen und darüber dem Justizminister des Landes berichten lassen. Ihrer Weltanschauung entsprechend, habe Canaris in der Haft „ein neues Leben“ begonnen. Sie deutet in ihren Erinnerungen an, dass seine baldige Freilassung mit ihrer Intervention zusammenhängen mag.

## Strafverfolgung in Deutschland
Danach arbeitete Canaris bei den Henkel-Werken in Düsseldorf. Wegen der Judendeportationen aus Belgien wurde seit den 1960er Jahren durch die Zentrale Stelle der Landesjustizverwaltungen zur Aufklärung nationalsozialistischer Verbrechen ermittelt. Nach Übergabe der Vorermittlungsergebnisse übernahm die Staatsanwaltschaft Kiel die Ermittlungen. Im Februar 1975 wurde Anklage gegen Constantin Canaris, seinen ehemaligen Vorgesetzten Ernst Ehlers sowie Kurt Asche erhoben. Eine Beschwerde der Angeklagten beim Bundesverfassungsgericht gegen die Eröffnung eines Gerichtsverfahrens wegen Verletzung ihrer Grundrechte wurde abgelehnt. Am 26. November 1980 begann vor dem Landgericht Kiel die Hauptverhandlung. Ehlers hatte kurz zuvor Suizid begangen und Canaris schied wegen Verhandlungsunfähigkeit aus dem Verfahren aus. Lediglich Asche wurde wegen Beihilfe zum Mord zu sieben Jahren Haft verurteilt.

## Familie
Canaris war mit Ilse Krenzer (1909–2003) verheiratet. Aus der Ehe gingen u. a. die Söhne Claus-Wilhelm und Volker Canaris hervor. Volker Canaris war der Produzent von Aus einem deutschen Leben, einem Film, der das Leben des Leiters des KZ Auschwitz, Rudolf Höß, zum Gegenstand hat.